# Сідні Поллак
Сі́дні По́ллак (англ. Sydney Pollack; 1 липня 1934, Лафаєтт, Індіана — 26 травня 2008, Лос-Анджелес) — американський кінорежисер, продюсер і актор.

## Біографія
Сідні Поллак народився 1 липня 1934 року в родині єврейських емігрантів з Одеси (за іншими даними — із Латвії) в містечку Лафаєт штату Індіана (США). Його батько був фармацевтом, а мати-домогосподарка мала проблеми зі здоров'ям, померши від алкоголізму, коли Сідні виповнилось 16 років.
У 1950-ті роки Сідні Поллак навчався у театральній школі «Neighborhood Playhouse School of the Theater» у Стенфорда Мейснера. Після служби в армії (1957⁣ — ⁣1958 роки) молодий Поллак грав у виставах на Бродвеї, у телеп'єсах, працював викладачем акторської майстерності тощо.
Першою режисерською роботою Поллака у кіно стала стрічка «Слабка загроза» (англ. The Slender Thread, 1965). Широку популярність Сідні Поллак-кінорежисер одержав у 1969 році завдяки фільму «Загнаних коней пристрілюють, чи не так?» (англ. They Shoot Horses, Don't They?), у якому зіграли Джейн Фонда і Гіг Янг, який одержав за роботу над цією картиною Оскар за найкращу чоловічу роль другого плану. Стрічка є екранізацією роману Х. Маккоя і розповідає про танцювальний марафон за грошову винагороду у добу «Великої Депресії» в США 1930-х років.
У 1970-ті С. Поллак режисує чимало стрічок, зокрема у 1973 році зняв драму «Якими ми були» (англ. The Way we were), де зіграли Барбара Стрейзанд і Роберт Редфорд, у 1975 році — політичний трилер «Три дні Кондора» (англ. Three days of the condor), номінований у цьому році на Оскара, нашумілий фільм «Якудза» (англ. The Yakuza, 1975 рік).
У 1980-ті роки Поллак номінувався на Оскар за стрічку «Тутсі» (англ. Tootsie) у 1982 році й отримав Оскар за режисуру драматичної стрічки «З Африки» (англ. Out Of Africa) у 1985 році.
У 1993 році С. Поллак за романом Джона Гришема зняв трилер «Фірма» (англ. The Firm), в якому одну з головних ролей зіграв Том Круз (дві номінації на Оскар). Наступна стрічка режисера, «Сабріна» (англ. Sabrina, 1995 рік), в якій знявся Гаррісон Форд, попри 2 номінації на Оскар і неоднозначний галас критиків, провалилася у прокаті.
У 1990-ті роки Поллак зайнявся продюсуванням. Найвідоміша стрічка, де він виступив виконавчим продюсером, це — «Талановитий містер Ріплі» (англ. The Talented Mr. Ripley, 1999 рік). Також Поллак знімався («Чоловіки і дружини» Вуді Аллена, 1992, «З широко заплющеними очима» Стенлі Кубрика, 1999 рік), в тому числі й в автобіографічних стрічках.
Відомо, що у 2000-ні кінорежисер страждав від онкологічного захворювання, хоча не відмовлявся від продюсерської роботи, співпрацюючи з талановитим режисером Е. Мінгеллою, зокрема, над такими відомими і популярними у прокаті стрічками, як «Холодна гора» (англ. Cold Mountain, 2003) і «Злам та проникнення» (англ. Breaking and Entering, 2006).
У віці 73 років 26 травня 2008 року Сідні Поллак помер у своєму будинку в передмісті Лос-Анджелеса в оточенні рідних і близьких.

## Особисте життя
Сідні Поллак мав щасливе подружнє життя, взявши шлюб у 1958 році зі своєю колишньою студенткою Клер Ґрізволд (Claire Griswold), з якою прожив до смерті. В подружжя було троє дітей, 2 дочки і син Стівен, який у 1993 році розбився на приватному літаку. Брат Сідні Поллака Берні Поллак (Bernie Pollack) — також у кіноіндустрії, дизайнер по костюмах, продюсер і актор.

## Фільмографія

### Режисер
Сідні Поллак є режисером численних стрічок (понад 20) за 40-річну (з 1965 року) кар'єру. Крім кінопремій в цілому за фільм, нерідко оцінювали са́ме режисерську роботу Сідні Поллака, зокрема у 1985 році Оскаром за фільм «З Африки».
| Рік  | Назва стрічки (оригінал)       | Українська назва стрічки                 | Примітки                          |
| ---- | ------------------------------ | ---------------------------------------- | --------------------------------- |
| 1965 | The Slender Thread             | Слабка загроза                           | дві номінації на Оскар            |
| 1966 | This Property Is Condemned     | Цю власність конфісковано                |                                   |
| 1968 | The Scalphunters               | Мисливці за скальпами                    |                                   |
| 1968 | The Swimmer                    | Плавець                                  |                                   |
| 1969 | Castle Keep                    | За́мок Кіп                                |                                   |
| 1969 | They Shoot Horses, Don't They? | Загнаних коней пристрілюють, чи не так ? | 9 номінацій і один виграний Оскар |
| 1972 | Jeremiah Johnson               | Єремія Джонсон                           |                                   |
| 1973 | The Way we were                | Якими ми були                            | 6 номінацій і 2 виграних Оскара   |
| 1975 | Three days of the condor       | Три дні Кондора                          | 1 номінація на Оскар              |
| 1975 | The Yakuza                     | Якудза                                   |                                   |
| 1977 | Bobby Deerfield                | Бобі Дірфілд                             |                                   |
| 1979 | The Electric Horseman          | Електричний вершник                      | 1 номінація на Оскар              |
| 1981 | Absence of Malice              | Без лихого наміру                        | 3 номінації на Оскар              |
| 1982 | Tootsie                        | Тутсі                                    | 10 номінацій і 1 виграний Оскар   |
| 1985 | Out Of Africa                  | З Африки                                 | 11 номінацій і 7 виграних Оскарів |
| 1990 | Havana                         | Гавана                                   | 1 номінація на Оскар              |
| 1993 | The Firm                       | Фірма                                    | 2 номінації на Оскар              |
| 1995 | Sabrina                        | Сабріна                                  | 2 номінації на Оскар              |
| 1999 | Random Hearts                  | Випадкові серця                          |                                   |
| 2005 | Sketches of Frank Gehry        | Нотатки Франка Ґенрі                     |                                   |
| 2005 | The Interpreter                | Перекладач                               |                                   |

### Актор
Сідні Поллак часто з'являвся на телебаченні та кіноекрані, а у двох стрічках «Одна шоста права: романс про політ» (англ. One Six Right: The Romance of Flying, 2005 рік) та «Оточення» (англ. Entourage, 2007 рік) зіграв навіть самого себе. Найвідомішими стрічками, де знявся Поллак, є:
| Рік  | Назва стрічки (оригінал) | Українська назва стрічки    |
| ---- | ------------------------ | --------------------------- |
| 1982 | Tootsie                  | Тутсі                       |
| 1992 | Husbands and Wives       | Чоловіки і дружини          |
| 1999 | Eyes Wide Shut           | Із широко заплющеними очима |
| 1999 | Random Hearts            | Випадкові серця             |
| 2002 | Changing Lanes           | У чужому ряду               |
| 2005 | The Interpreter          | Перекладач                  |
| 2007 | Michael Clayton          | Майкл Клейтон               |

## Виноски
1. ↑  https://www.sfgate.com/news/article/Prolific-director-known-for-A-list-casts-3212609.php
2. 1 2  Catalog of the German National Library
3. ↑  https://www.tradebit.com/filedetail.php/540981-rocketbob
4. ↑  стаття Помер Сідні Поллак на сайті «Глобальний єврейський он-лайн центр». Архів оригіналу за 4 березня 2016. Процитовано 30 травня 2008.
5. ↑  Біографія Сідні Поллака. Архів оригіналу за 30 травня 2008. Процитовано 30 травня 2008. [Архівовано 2008-05-30 у Wayback Machine.]
6. ↑  Помер режисер «Тутсі» Сідні Поллак — повідомлення ІА УНІАН
7. ↑  Повідомлення у The New York Times за 28-11-1993 (англ.)